# Académie russe de l'économie nationale
 (octobre 2012).
Si vous disposez d'ouvrages ou d'articles de référence ou si vous connaissez des sites web de qualité traitant du thème abordé ici, merci de compléter l'article en donnant les références utiles à sa vérifiabilité et en les liant à la section « Notes et références ».

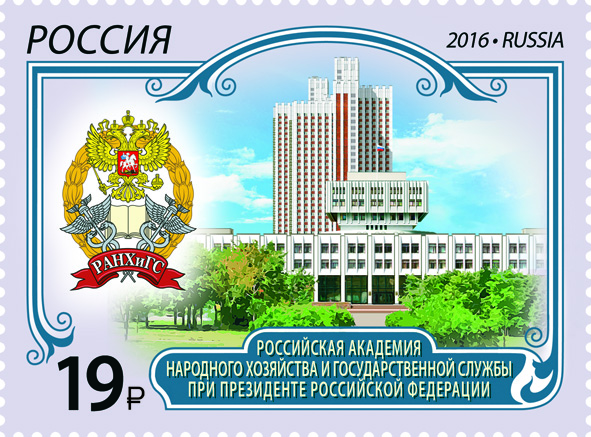
Marque de l’ARENSP

L’Académie russe de l’économie nationale et du service public auprès du président de la fédération de Russie (ARENSP, Académie présidentielle) est un établissement fédéral public budgétaire d’enseignement supérieur.
Selon l’évaluation des agences de presse TASS et RIA Novosti, l’ARENSP est la plus prestigieuse Université du profil socio-économique et humanitaire tant en Russie qu’en Europe et est l’un des meilleurs établissements d’enseignement supérieur de la fédération de Russie.

## Histoire de la formation et du développement de l’ARENSP
Académie russe du service public (de 1921 à 2010)
Arrêté du Conseil des commissaires du peuple de la RSFSR sur la constitution de l’Institut du professorat rouge
Octobre 1921 - l’ouverture de l’Institut du professorat rouge (IPR). L’Institut a été fondé par un arrêté du Conseil des commissaires du peuple de la RSFSR dans le but de former des professeurs de sciences sociales pour les établissements d’enseignement supérieur, du personnel pour les institutions de recherche et pour les organes de direction du parti et de l’État.
1938 – la création de l’École unie supérieure de marxisme-léninisme par le Comité central du Parti communiste-bolchevique. Elle formait les cadres dirigeants du parti et le personnel soviétique, ainsi que les chefs des médias.
Le 2 août 1946 - la fondation de l’Académie des sciences sociales par le Comité central du Parti communiste-bolchevique. Cette école supérieure du parti formait les travailleurs pour les organes centraux et régionaux du parti, ainsi que les professeurs d’établissements d’enseignement supérieur et les chercheurs.
1978 - la création de l’Académie des sciences sociales par le Comité central du Parti communiste-bolchevique. Cette académie se scindait en trois établissements d’enseignement supérieur, à savoir : l’Académie des sciences sociales, l’École supérieure du parti et l’École supérieure du parti par correspondance. La nouvelle Académie s’est chargée de la formation continue des cadres dirigeants de différents profils.
Le 5 novembre 1991 - par la directive du président de la fédération de Russie Boris Yeltsine, l’Académie des sciences sociales a été réorganisée en Académie russe de l’administration (ARA). Cette nouvelle académie avait pour objectif la formation post-universitaire, le recyclage et la formation continue des cadres dirigeants; la mise en place de nouvelles technologies dans l’administration publique; l’expertise scientifique des programmes et des projets d’État ; l’étude et la prévision de demande en cadres dirigeants ; l’assistance analytique et le soutien informationnel aux autorités publiques et administratives.
1994 - sur le modèle de l’Académie russe de l’administration a été constituée l’Académie russe du service public auprès du président de la fédération de Russie. Ce nouvel établissement d’enseignement avait pour but l’éducation, la formation, le recyclage et la formation continue des fonctionnaires d’État; l’élaboration de propositions en matière de politique nationale de gestion des ressources humaines; le développement de recommandations en matière de réforme du service public et de ses bases juridiques.

## Académie de l’économie nationale (1970-2010)
1970 - la fondation de l’Institut de gestion de l’économie nationale. Il s’agit d’un établissement d’enseignement, de recherche et d’élaboration des bases méthodologiques en vue d’assurer la formation continue des cadres dirigeants de l’économie nationale spécialisés dans les techniques de gestion, d’organisation de production et de planification. L’Institut a été constitué sous la direction du Comité national du Conseil des ministres de l’URSS pour la science et la technologie.
1977 — sous la direction de l’Institut de gestion de l’économie nationale fondé, en 1971, est fondée une nouvelle institution d’enseignement : l’Académie de l’économie nationale auprès du Conseil des ministres de l’URSS. L’Académie a été créée dans le but d’améliorer la qualité de la formation des cadres dirigeants entrant dans le service public des structures ministérielles et d’autres organes administratifs de l’économie nationale.
1988 — l’Académie a vu apparaitre la première faculté de commerce «l’École supérieure de commerce international», qui s’est imposée comme étant la première école de commerce de l’URSS.
1990 - l’Institut de la politique économique présidé par E.T. Gaïdar voit le jour au sein de l’Académie.
1992 - l’Académie de l’économie nationale auprès du Conseil des ministres de l’URSS change de nom. Dès lors, elle portera le nom de l’Académie de l’économie nationale auprès du gouvernement de la fédération de Russie. L’Académie devient non seulement une (forge) ?? des fonctionnaires d’état et des cadres dirigeants, mais aussi un établissement de formation commerciale offrant l’ensemble de services d’enseignement dans le domaine de l’économie, de l’entrepreneuriat et du droit.
1992 - l’Académie de l’économie nationale a initié la mise en place des standards russes MBA.
1995 - l’Académie de l’économie nationale a reçu un nouveau statut de centre principal éducatif, didactique et scientifique dans le système de recyclage professionnel et de formation continue des fonctionnaires d’État aux niveaux fédéral et régional. Des professeurs des États-Unis, de la Grande-Bretagne, de l’Allemagne, de la France, des Pays-Bas et d’autres pays, viennent enseigner à l’Académie. Les étudiants et les auditeurs ont la possibilité d’obtenir, en plus de leur diplôme national russe, un diplôme de l’université étrangère.
1997 - les débuts du programme national en matière de formation des cadres dirigeants (le Programme présidentiel). L’objectif stratégique du Programme présidentiel consiste à améliorer la qualité de l’administration dans des entreprises nationales afin de lui permettre d’atteindre les standards internationaux.
1999 - les débuts du programme national du MBA en Russie, à l’initiative de l’Académie. À partir de ce moment, conformément à l’arrêté du Ministère de l’éducation de la fédération de Russie no 1008 du 29/11/1999, la formation des auditeurs selon le programme «Maitre de la gestion administrative» de MBA prend son départ en Russie.
2001 - le lancement du premier programme DBA en Russie (DoctorofBusinessAdministration (Doctorat en gestion administrative)), un programme d’études post-universitaires d’une durée de 1 à 5 ans, qui prévoit l’acquisition de connaissances supplémentaires dans les disciplines économiques appliquées. Cette qualification donne la possibilité d’occuper des postes de haute direction.

## Histoire de l’Académie moderne
Le 20 septembre 2010 - par l’arrêté du président de la fédération de Russie du 20 septembre 2010, et à la suite de la fusion entre l’Académie de l’économie nationale auprès du gouvernement de la fédération de Russie et l’Académie russe du service public auprès du président de la fédération de Russie, ainsi qu’avec les douze autres établissements fédéraux budgétaires d’enseignement, est créé un nouvel établissement fédéral budgétaire d’enseignement supérieur professionnel dénommé l’Académie russe de l’économie nationale et du service public auprès du président de la fédération de Russie (ARENSP).
Les deux académies réunies ont gagné la réputation de leader en matière de formation des cadres supérieurs du pays tant pour le milieu des affaires que pour les structures publiques. Depuis sa création, l’Académie de l’économie nationale s’est bâtie une solide notoriété en tant que «forge ? des ministres». Le début des transformations économiques en Russie, dans les années 1990, a été marqué par le changement du modèle stratégique. L’Académie de l’économie nationale est passée de la formation du personnel de nomenklatura vers la formation des gestionnaires du milieu d’affaires et s’est orientée vers l’ensemble de services éducatifs pour le domaine de l’administration. À la suite de la fusion, l’Académie russe du service public s’est fait reconnaitre comme un leader dans la formation des cadres de l’administration publique et municipale.
En vertu de l’arrêté du président de la fédération de Russie no 902 du 7 juillet 2011, l’Académie peut établir d’une façon indépendante les normes et les exigences en matière d’enseignement applicables à ses programmes d’enseignement supérieur professionnel.

## À propos de l’Académie
La mission de l’ARENSP comprend: la formation de cadres compétitifs et adaptés globalement aux besoins des secteurs public, social et privé afin d’atteindre l’objectif du développement innovant de la société; la réalisation des études scientifiques fondamentales et appliquées et des conceptions dans les domaines socio-économique et humanitaire, l’expertise, l’analyse et l’assistance scientifique aux activités des autorités publiques de la fédération de Russie.
Le programme de double diplôme prévoit la formation dans des universités partenaires situées au Royaume-Uni, en France, aux Pays-Bas.
Elle est la plus grande université de profil socio-économique et humanitaire en Russie et en Europe.
L’ARENSP est une école nationale de l’administration publique considérée comme le promoteur des études commerciales en Russie, le conseiller scientifique principal du pouvoir, le centre de recherche du pays, de même que celui de la coopération internationale. Il est seul établissement d’enseignement en Russie soumis au président de la fédération de Russie.
L’effectif de l’Académie compte 5000 enseignants, 5 académiciens et 4 lauréats des prix d’État. Environ 180 000 étudiants et auditeurs font leurs études au sein de l’Académie présidentielle à travers tout le pays. 45 % de fonctionnaires d’État sont diplômés de l’ARENSP. L’Académie met en œuvre le programme de «Formation et de recyclage professionnel des cadres supérieurs».
L’ARENSP regroupe 61 laboratoires de recherche, 5 instituts de recherche et 8 centres de recherche. En une année l’ARENSP met en œuvre plus de 500 projets de recherche.

## Facultés et instituts
- Institut des affaires et de la gestion d’affaires
- Institut du service public et de l’administration
- Institut des sciences sociales
- Institut de la gestion sectorielle
- Institut du droit et de la sécurité nationale
- Institut École supérieure de l’administration publique
- Faculté École supérieure de la gestion corporative
- Faculté École supérieure des finances et du management
- Faculté Institut du management et du marketing
- Faculté des finances et des banques
- Faculté des sciences économiques et sociales
- Faculté de l’économie

## Forum Gaïdar
Le Forum Gaïdar est un des plus grands événements scientifiques de niveau international dans le domaine économique qui se tient annuellement en Russie. Le Forum a débuté en 2010 en commémoration du scientifique, économiste et idéologue des réformes russes des années 1990 Egor Gaïdar. Au fil du temps, le Forum est devenu un événement central dans la vie politique et économique du pays. Le Forum se tient à l’Académie russe de l’économie nationale et du service public auprès du président de la fédération de Russie.
Le 10 novembre 2013, lors de la cérémonie d’attribution du premier prix indépendant TheMoscowTimesAwards, la conférence internationale scientifique et pratique dans le domaine de l’économie « Forum Gaïdar » a été déclarée la meilleure dans la nomination «Événement de l’année dans le milieu d’affaires». Le présentateur de la cérémonie Vladimir Pozner a remis la décoration au recteur de l’ARENSP Vladimir Maou. Parmi les membres du jury figuraient le rédacteur en chef de l’édition The Moscow Times Andrew McChesney, les présidents des chambres de commerce et d’industrie russo-britannique, russo-française et russo-allemande Alan Thompson, Pavel Shinsky et Michael Harms, le membre du conseil de la chambre de commerce américaine Peter B. Necarsulmer et d’autres experts influents.
Le 14 janvier, le deuxième jour du Forum Gaïdar - 2016, L’ARENSP Recteur Vladimir Maou attribué Prokopis Pavlopoulos, Président de la République hellénique, un certificat de L’ARENSP Docteur Honoris Causa.

## Diplômés célèbres
Personnalités politiques
- Manturov Denis Valentinovitch, ministre de l’industrie et du commerce de la fédération de Russie depuis le 21 mai 2012.
- Matvienko Valentina Ivanovna, présidente du Conseil de la fédération de l’Assemblée fédérale de la fédération de Russie depuis le 21 septembre 2011. Membre du Bureau du Conseil suprême du parti «Russie unie».
- Mironov Sergueï Mikhaïlovitch, député de la VIe Douma d’État, chef de fraction du parti «Russie juste» à la Douma d’État, président du Conseil de la Chambre des députés du parti «Russie juste», membre du Bureau du Présidium du Conseil Central du parti (2011-2013).
- Poutchkov Vladimir Andreevitch, ministre de la fédération de Russie pour la défense civile, les situations d’urgence et la liquidation des conséquences de catastrophes naturelles depuis le 21 mai 2012. Lauréat du prix du Gouvernement de la fédération de Russie.
- Tchernomyrdine Viktor Stepanovitch, homme politique soviétique et russe, président du Conseil des ministres de la fédération de Russie (1992-1993), Premier ministre de la fédération de Russie (1993-1998), ambassadeur de Russie en Ukraine (2001-2009). Du 11 juin 2009 et jusqu'à la fin de sa vie - conseiller du président de la fédération de Russie, représentant spécial du président de la fédération de Russie pour la coopération économique avec les États membres de la CEI.
- Choïgou Sergueï Koujouguetovitch, ministre de la défense de la fédération de Russie depuis le 6 novembre 2012. Général de l’armée (2003). Héros de la fédération de Russie (1999).

Astronautes
- Yourtchikhine Fiodor Nikolaevitch, pilote-cosmonaute, Héros de la Russie.
- Souraïev Maxime Viktorovitch, pilote-cosmonaute, Héros de la Russie.
- Skvortsov Aleksandre Aleksandrovitch, pilote-cosmonaute, Héros de la Russie.
- Lontchakov Iouriy Valentinovitch, pilote-cosmonaute, capitaine de groupe de cosmonautes, Héros de la Russie.
- Kondratiev Dmitry Iourievitch, pilote-cosmonaute, Héros de la Russie.
- Romanenko Roman Iourievitch, pilote-cosmonaute, Héros de la Russie.

Sportifs
- Valbé Elena Valerievna, skieuse de fond, trois médailles d’or des Jeux Olympiques, 14 médailles d’or du championnat du monde, cinq fois vainqueur de la Coupe du monde, présidente de la fédération russe de ski de compétition depuis 2010.
- Lazoutina Larissa Evguenievna, skieuse de fond, cinq médailles d’or des Jeux Olympiques, 11 médailles d’or du championnat du monde, deux fois vainqueur de la Coupe du monde, député de la Douma de la région de Moscou depuis 2003, Héros de la Russie.
- Khorkina Svetlana Vassilievna, gymnaste, deux médailles d’or des Jeux Olympiques aux barres asymétriques (1996, 2000), trois médailles d’or du championnat du monde (championne absolue) et trois médailles d’or du championnat de l’Europe (championne absolue), assistante au sein de la direction du contrôle auprès du président de la fédération de Russie depuis 2012 et jusqu’à présent, député du Douma de la fédération de Russie entre 2007 et 2012.

## Recteur
L’ARENSP est présidée par Vladimir Aleksandrovitch Maou, docteur ès sciences économiques, professeur, PhD (université Pierre Mendès-France), et économiste émérite de la fédération de Russie. V.A. Maou est également conseiller d’État effectif de la fédération de Russie de la 1re classe, spécialiste en théorie économique, histoire de la pensée économique et économie nationale, auteur de 25 monographies, livres et manuels, de plus de 600 brochures et articles (en russe, anglais, français, allemand et italien).
- À partir de 1991, à titre de conseiller du Premier ministre de la fédération de Russie, il participe à l’élaboration et la mise en œuvre d’une série de réformes économiques en Russie.
- Entre 1997 et 2002 – il est chef du Centre opérationnel pour la réforme économique auprès du gouvernement de la fédération de Russie.
- Depuis 2002 – il est recteur de l’Académie de l’économie nationale auprès du gouvernement de la fédération de Russie.
- Depuis 2010 – il est recteur de l’Académie russe de l’économie nationale et du service public auprès du président de la fédération de Russie.

## Centre russe-français
Le Centre de ressources pour la coopération dans l'éducation Russie-France (ci-après - le Centre) a été établi sur la base de l'économie nationale et de l'Académie russe de Service d’État auprès du Président de la Russie en décembre 2014 pour assurer une coopération russo-française bilatérale efficace dans le domaine de l'éducation et de la recherche.